# Jacques Villa
Pour les articles homonymes, voir villa (homonymie).
Jacques Villa né Jacques Louis Marcel Lucien Villa, le 14 août 1930 à Chaville et mort le 11 juin 2012 à Paris, est un acteur, documentariste, réalisateur et scénariste français.

## Filmographie

### Acteur

#### Cinéma
- 1961 : Les Amours célèbres
- 1962 : Climats
- 1992 : Un cœur en hiver
- 1997 : Le bossu : Chambellan

#### Télévision

##### Séries télévisées
- 1981 : Marie-Marie
- 1983 : Bel ami : Le directeur nord

##### Téléfilms
- 1979 : Histoires de voyous: Les marloupins

### Réalisateur

#### Télévision

##### Séries télévisées
- 1966 : Un jour comme les autres
- 1969 : Ce monde étrange et merveilleux

##### Téléfilms
- 1965 : Mon royaume pour un lapin
- 1973 : Pour une poignée d'herbes sauvages

### Scénariste

#### Télévision

##### Téléfilms
- 1973 : Pour une poignée d'herbes sauvages

## Théâtre
- 1974 : Valses de Vienne, musique Johann Strauss I et Johann Strauss II, mise en scène Maurice Lehmann, Théâtre du Châtelet
- 1976 : Rêve de valse opérette d'Oscar Straus, adaptation Léon Xanrof et Jules Chancel, mise en scène Alain Beaugé, Théâtre Mogador